# Jerko Leko
Jerko Leko (Zagreb, 9. travnja 1980.) bivši je hrvatski nogometni reprezentativac i nogometni trener. Trenutačno je trener momčadi zagrebačkog Dinama do 19 godina.

## Klupska karijera
Godine 2000. započinje njegova karijera u Dinamu s kojim je i danas emotivno vezan. Neko vrijeme u Maksimiru nisu znali s kakvi talentom raspolažu i Jerko odlazi na posudbu u NK Sesvete. U Dinamo se vraća kao potpun igrač i u sezoni 2001./02. osvaja hrvatski Kup.
U finalu protiv Varteksa, Leko je postigao pogodak te je proglašen za igrača susreta. Dinamo je polako shvatio da neće moći zadržati Leku u svojim redovima i već 2002. godine kijevski Dinamo dovodi ga kao najskupljeg igrača u povijesti kluba za 5,5 milijuna eura.
U prvoj sezoni ukrajinski Dinamo s Lekom osvaja duplu krunu. U veljači 2006. godine Leko je između brojnih opipljivih ponuda odabrao onu iz Kneževine. Trogodišnji ugovor s Monacom potpisao je svega tjedan dana uoči početka SP-a u Njemačkoj. U Monacu se ispočetka nije dobro snašao, većinom zarađujući hrpu žutih kartona, da bi kasnije postao nezamijenjiv među početnih 11. Na 18. rujna 2010. Leko je potpisao 2-godišnji ugovor za turski klub Bucaspor.
U svibnju 2011. potpisao je dvogodišnji ugovor s Dinamom.
U kolovozu 2014. Jerko odlazi na posudbu u Lokomotivu.
U svibnju 2015. godine je Leko objavio kraj svoje igračke karijere. Nakon završene igračke karijere Leko je i dalje ostao u nogometu. Pohađao je nogometnu akademiju te bi trebao dobiti UEFA B licenciju. U 36. kolu 1. HNL je se Leko oprostio na Maksimiru protiv Dinama, klubu u kojem je i počeo karijeru. U tom susretu je Dinamov vratar Eduardo u 27. minuti ispucao loptu u aut da bi Leko mogao izići iz igre. Dobio je pljesak i skandiranje publike, prije utakmice i darove Lokomotivina predsjednika Tina Doličkog i Dinamova Mirka Barišića.

## Reprezentativna karijera
Leko je s reprezentacijom nastupio na EP-u Portugalu, i to svega 22 minute. Iako nije uvršten u Jozićevu momčad za Japan i Koreju, igrao je u kvalifikacijama. Leko može igrati sve pozicije u veznom redu, te na desnom boku može biti alternacija Dariju Srni.
Debitirao je protiv Mađarske sredinom 2002. godine, a na Svjetskom prvenstvu je odigrao dva susreta, ukupno 78 minuta. 

## Trenerska karijera
Leko je u srpnju 2021. postao trener Jaruna koji je te sezone igrao u Drugoj HNL.

## Priznanja

### Klupska
Dinamo Kijev
- Ukrajinska Premier liga (2): 2002./03., 2003./04.
- Ukrajinski nogometni kup (3): 2002./03., 2004./05., 2005./06.

Dinamo Zagreb
- Prvak Hrvatske (6): 1999./00.,  2002./03., 2011./12., 2012./13., 2013./14., 2014./15.
- Hrvatski nogometni kup (3): 2000./01., 2001./02., 2011./12.
- Hrvatski nogometni superkup (2): 2002., 2013.

## Vanjske poveznice
- Jerko Leko na hnl-statistika.com